# Giuseppe Recchi
Giuseppe Recchi (Napoli, 20 gennaio 1964) è un dirigente d'azienda italiano. È stato amministratore delegato e presidente del gruppo General Electric del gruppo Eni e del Gruppo Telecom Italia, e fino a settembre 2022 è stato CEO Europe del gruppo Affidea, società leader europeo in ambito salute ed assistenza sanitaria.
.

## Biografia

### Formazione e inizio carriera
Nato in una famiglia di imprenditori torinesi, Giuseppe Recchi incomincia fin da giovanissimo la sua esperienza lavorativa all'interno dell'azienda di famiglia, l'Impresa Recchi Costruzioni Generali, fondata nel 1933.
Dopo la laurea in Ingegneria conseguita presso il Politecnico di Torino nel 1989, entra a lavorare nell'azienda di famiglia, la cui attività principale riguarda la costruzione di opere infrastrutturali, sia in Italia sia all'estero (Africa, America Latina, Asia e Stati Uniti d'America), quali centrali elettriche, ponti, dighe, autostrade e gallerie.
Nel 1994, con l'espansione all'estero del Gruppo Recchi, diventa presidente esecutivo della Recchi America Inc., filiale statunitense dell'azienda, e amministratore delegato per le attività all'estero del gruppo (oggi Condotte S.p.A).

### General Electric
Nel 1999 Recchi entra a far parte della multinazionale americana General Electric (GE), all'epoca guidata da Jack Welch.
Dopo due anni di esperienze negli USA, Recchi rientra in Europa, divenendo prima responsabile per le acquisizioni industriali del Gruppo nell'area EMEA nella sede della GE di Londra, e poi presidente e AD di GE South Europe.

### Eni
Nel maggio 2011, all'età di 47 anni, Giuseppe Recchi viene nominato presidente del gruppo Eni: è il secondo presidente più giovane nella storia dell'azienda, dopo il fondatore Enrico Mattei.
Il suo mandato è caratterizzato dall'impegno sul fronte dell'accesso all'energia per i Paesi in via di sviluppo, testimoniato dall'intervento, davanti a Ban Ki-moon, alle Nazioni Unite, nell'ambito del Patto mondiale delle Nazioni Unite, partecipando al gruppo di lavoro World Business Council for Sustainable Development (WBCSD), dedicato al programma “Access to Energy”.

Nel 2012 partecipa alla conferenza Rio+20 (Conferenza delle Nazioni Unite sullo sviluppo sostenibile) e diventa portavoce del Forum economico mondiale, durante il G20  di Mosca, per i provvedimenti contro la corruzione.

Rimane in carica fino alla primavera del 2014.

### Telecom Italia
Il 16 aprile 2014, l'assemblea degli azionisti di Telecom Italia lo elegge nuovo presidente del consiglio di amministrazione del Gruppo, con il 97,92% dei voti dei presenti., carica che mantiene sino al giugno 2017.

Il 26 giugno 2014 il consiglio di amministrazione, inoltre, gli conferisce la carica di presidente esecutivo.
Dal luglio 2014 viene nominato anche presidente della Fondazione Telecom Italia; fondazione che promuove progetti a favore del cambiamento e dell'innovazione digitale del paese. 

Il 22 marzo 2016 assume anche le deleghe del dimissionario Ad Patuano, in attesa della nomina del nuovo amministratore delegato.

Nel giugno del 2017 viene nominato dall'assemblea degli azionisti di Telecom Italia Vice Presidente del Gruppo; dopo le dimissioni dell'AD Flavio Cattaneo assume le deleghe sulla società controllata Sparkle e sulla sicurezza.

### Vita privata
Giuseppe Recchi è sposato con Maria Della Pace Odescalchi e ha tre figli. 

Sportivo, pratica vela e motociclismo a livello agonistico. Ha partecipato, inoltre, a numerose competizioni nazionali e internazionali come il Rally del Marocco nell'ottobre 2013.
Ha fatto parte dell'Aspen Institute.

## Esperienze accademiche e pubblicazioni
Negli anni dal 2004 al 2006 è stato professore a contratto di Corporate Finance presso la facoltà di Economia dell'Università degli Studi di Torino.
Nel 2014 pubblica il libro “Nuove energie. Le sfide per lo sviluppo dell'occidente”, edito da Marsilio con una prefazione di Sergio Romano.

## Premi e riconoscimenti
Il 6 maggio 2015 Recchi riceve il premio Guido Carli, nella sala della Regina a Montecitorio, rivolto alle eccellenze italiane in campo economico, finanziario, culturale e sociale.Il 2 giugno 2017 viene insignito del riconoscimento come Cavaliere “al merito del lavoro” dal Presidente della Repubblica Sergio Mattarella.